# Gnatholebias zonatus
Gnatholebias zonatus es una especie de pez de agua dulce, la única del género monoespecífico Gnatholebias, de la familia de los rivulines en el orden de los ciprinodontiformes.

## Morfología
De cuerpo alargado y color plateado con rayas negras y amplias aletas, los machos pueden alcanzar los 10 cm de longitud máxima.

## Distribución geográfica
Se encuentran en ríos de Sudamérica, en la cuenca fluvial del río Orinoco en Venezuela.

## Hábitat
Viven en pequeños cursos de agua entre 18 y 23°C, entre 6,5 y 7 de pH, de comportamiento bentopelágico y no migrador. Prefiere habitar en aguas abiertas soleadas.